# Victor Franz Hess
Victor Franz Hess (Schloss Waldstein, 24 giugno 1883 – Mount Vernon, 17 dicembre 1964) è stato un fisico austriaco naturalizzato statunitense.
Per le sue scoperte sui raggi cosmici vinse, insieme a Carl David Anderson, nel 1936 il Premio Nobel per la fisica.

## Biografia
Hess frequentò il ginnasio a Graz, e nel 1901 cominciò a studiare fisica nell'università della città. Divenne dottore in fisica nel 1906 "sub auspiciis imperatoris" (una menzione di eccezionalità). Dopo la laurea avrebbe voluto trasferirsi a Berlino per lavorare a questioni di ottica con il professor Paul Drude, il quale lo aveva accettato come post-doc; ma Drude si suicidò poche settimane prima dell'inizio del contratto, ed Hess decise di trasferirsi a Vienna nell'Istituto diretto da Franz Serafin Exner. Exner lo spinse a occuparsi di radioattività ed elettricità atmosferica.
Nel 1910 Hess ottenne l'abilitazione all'insegnamento, e fu incaricato di corsi di fisica medica presso la facoltà di Medicina Veterinaria; divenne assistente del professor Meyer all'Istituto di Ricerca sul Radio dell'Accademia Viennese delle Scienze, dove svolse la maggior parte del suo lavoro sui raggi cosmici.
Hess decise per prima cosa di migliorare l'accuratezza sperimentale sulle misure di penetrazione della radiazione tramite misure dirette dell'assorbimento dei raggi gamma nell'aria con campioni radioattivi (probabilmente a causa della manipolazione di queste sostanze radioattive Hess in seguito si ammalò, e dovette subire l'amputazione di un pollice). Quindi decise di compiere misure della radiazione penetrante in ascensioni in mongolfiera, seguendo i risultati di Albert Gockel.
Dall'aprile del 1912 all'agosto del 1912 Hess ebbe l'opportunità di effettuare sette ascensioni portando a bordo tre diversi strumenti di misura della radioattività (racchiusi in contenitori con pareti metalliche di spessori differenti per stimare l'effetto della radiazione beta).
Nel volo finale, il 7 agosto del 1912, Hess raggiunse i 5 200 metri a bordo della mongolfiera "Böhmen" durante un viaggio di sei ore da Aussig, nella Boemia settentrionale, a Pieskow, un villaggio a una sessantina di chilometri a est di Berlino.
I risultati mostrarono chiaramente che la ionizzazione, dopo essere passata per un minimo, aumentava considerevolmente con l'altezza. Hess trovò che: 
1. immediatamente sopra al suolo la radiazione totale diminuisce leggermente;
2. a un'altitudine fra i 1 000 e i 2 000 metri avviene una leggera ricrescita della radiazione penetrante;
3. l'aumento raggiunge, a un'altitudine fra i 3 000 e i 4 000 metri, già il 50% della radiazione totale che si osserva al suolo;
4. tra i 4 000 e i 5 200 metri la radiazione è più forte di oltre il 100% che al suolo.

Hess concluse che l'aumento della ionizzazione con l'altezza deve dipendere dal fatto che la radiazione proviene dall'alto, che questa radiazione fosse di origine extraterrestre.
Pubblicò i suoi risultati nel novembre 1912; fu protagonista di una garbata polemica epistolare con Domenico Pacini sulla priorità della scoperta dei raggi cosmici.